# Izbat Beit Hanun
Izbat Beit Hanun (arabisch عزبة بيت حانون, DMG ʿIzbat Bait Ḥānūn, auch Izbat Beit Hanoun) ist ein palästinensisches Dorf im Gouvernement Nordgaza des Staates Palästina im Gazastreifen.
Nach Angaben des palästinensischen Zentralamts für Statistik hatte Izbat Beit Hanun Mitte 2006 eine Bevölkerung von 7.383.